# Впервые на арене
«Впервые на арене» — советский рисованный мультфильм 1961 года студии «Союзмультфильм». Режиссёры Владимир Пекарь и Владимир Попов создали сказку о цирковом слонёнке.

## Сюжет
Слонёнок Тимка мечтал стать цирковым артистом, поэтому он пробрался на репетицию в цирке. Когда Тимка вернул на арену упущенный жонглёром мяч, на него обратил внимание Медведь — старый цирковой артист. Медведь предложил слонёнку попробовать жонглировать мячом. Тимка попробовал, но потом не удержался и упал на инструменты куплетистов (пуделя и обезьяны), которые громко возмутились. Медведь утешил слонёнка словами: чтобы стать артистом, работать надо день и ночь. Тимка долго и упорно репетировал и к началу гастролей освоил жонглирование, балансируя на шаре. Куплетисты с треском провалились, а вот Тимка успешно выступил, и зрители долго аплодировали юному дарованию. После сольного выступления он пригласил куплетистов, и под их аккомпанемент он дал еще одно представление.

## Создатели
- Автор сценария: Елена Кршижановская
- Композитор: Александр Варламов
- Автор текста песни и диалога: Вадим Коростылёв
- Режиссёры: Владимир Пекарь, Владимир Попов
- Художники-постановщики: Игорь Николаев, Владимир Попов
- Художники: Виктор Шевков, Владимир Пекарь, Валентин Караваев, Юрий Бутырин, Ирина Троянова, Елена Танненберг
- Оператор: Нина Климова
- Звукооператор: Николай Прилуцкий
- Редактор: Раиса Фричинская
- Ассистенты режиссёра: Галина Любарская, Нина Майорова
- Роли озвучивали:
  - Маргарита Куприянова — слонёнок Тимка
  - Алексей Грибов — Медведь
  - Сергей Мартинсон — Пудель-куплетист
  - Михаил Новохижин — от автора

## Отзыв критика
Пекарь и Попов пробовали себя в режиссуре с начала 60-х. Они поставили несколько картин, которые вошли в «мультитеку» малышей и до сих пор не сходят с телеэкранов. В их числе «Впервые на арене» (1961) — фактически режиссёрский дебют, дилогия о медвежонке Умке (1969—1970), трогательная драма «Верните Рекса» (1975).
— Наталия Венжер «Наши мультфильмы»

## Видео
Мультфильм выпускался на DVD в сборнике мультфильмов «Ладушки для малышей 1» «Союзмультфильм».